# 비르힐리오 바르코 바르가스
비르힐리오 바르코 바르가스(스페인어: Virgilio Barco Vargas, 1921년 9월 17일~1997년 5월 20일)는 콜롬비아의 정치인이다. 1986년 8월 7일부터 1990년 8월 7일까지 콜롬비아의 제27대 대통령을 역임했다.
노르테데산탄데르주 쿠쿠타 출신이다. 1942년 콜롬비아 국립 대학교 토목공학과를 졸업했으며 1943년 매사추세츠 공과대학교, 1952년 보스턴 대학교를 졸업했다.
1958년부터 1960년까지 공공사업부 장관, 1961년부터 1962년까지 영국 주재 콜롬비아 대사를 역임했으며 1962년 재무부 장관, 1963년 농림부 장관을 역임했다. 1966년부터 1969년 보고타 시장을 역임했고 1977년부터 1980년까지 미국 주재 콜롬비아 대사를 역임했다.
1986년 대통령 선거에서 자유당 소속으로 출마하여 당선되었으며 1986년부터 1990년까지 콜롬비아의 대통령을 역임했다. 1990년부터 1992년까지 영국 주재 콜롬비아 대사를 역임했다.

## 역대 선거 결과
| 선거명      | 직책명            | 대수 | 정당            | 득표율 | 득표수      | 결과 | 당락                 |
| ----------- | ----------------- | ---- | --------------- | ------ | ----------- | ---- | -------------------- |
| 1986년 선거 | 콜롬비아의 대통령 | 27대 | 콜롬비아 자유당 | 58.36% | 4,214,510표 | 1위  | 콜롬비아 대통령 당선 |